# Paliurus ramosissimus
Paliurus ramosissimus är en brakvedsväxtart som först beskrevs av João de Loureiro, och fick sitt nu gällande namn av Jean Louis Marie Poiret. Paliurus ramosissimus ingår i släktet Paliurus och familjen brakvedsväxter. Inga underarter finns listade i Catalogue of Life.

## Bildgalleri

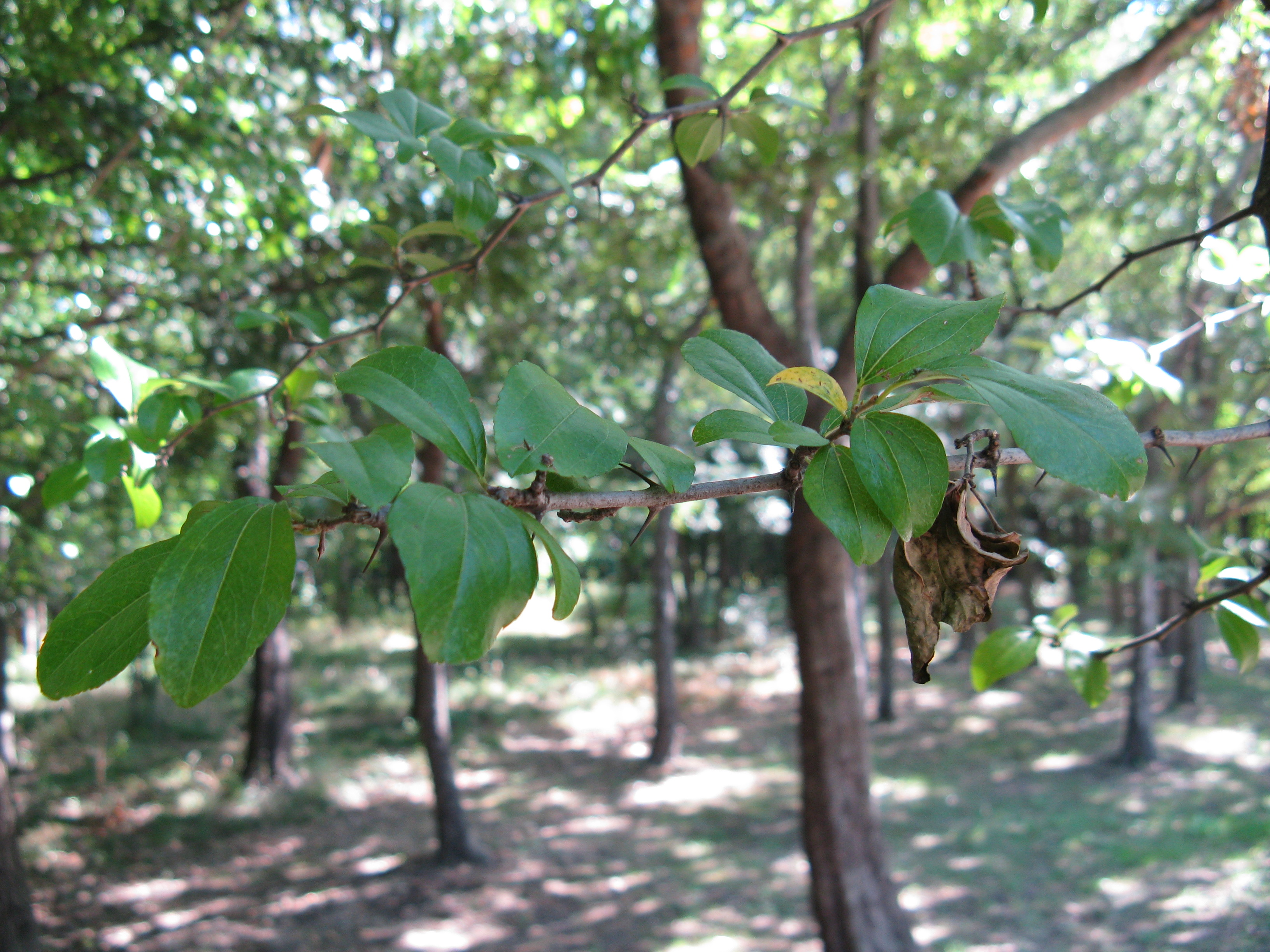
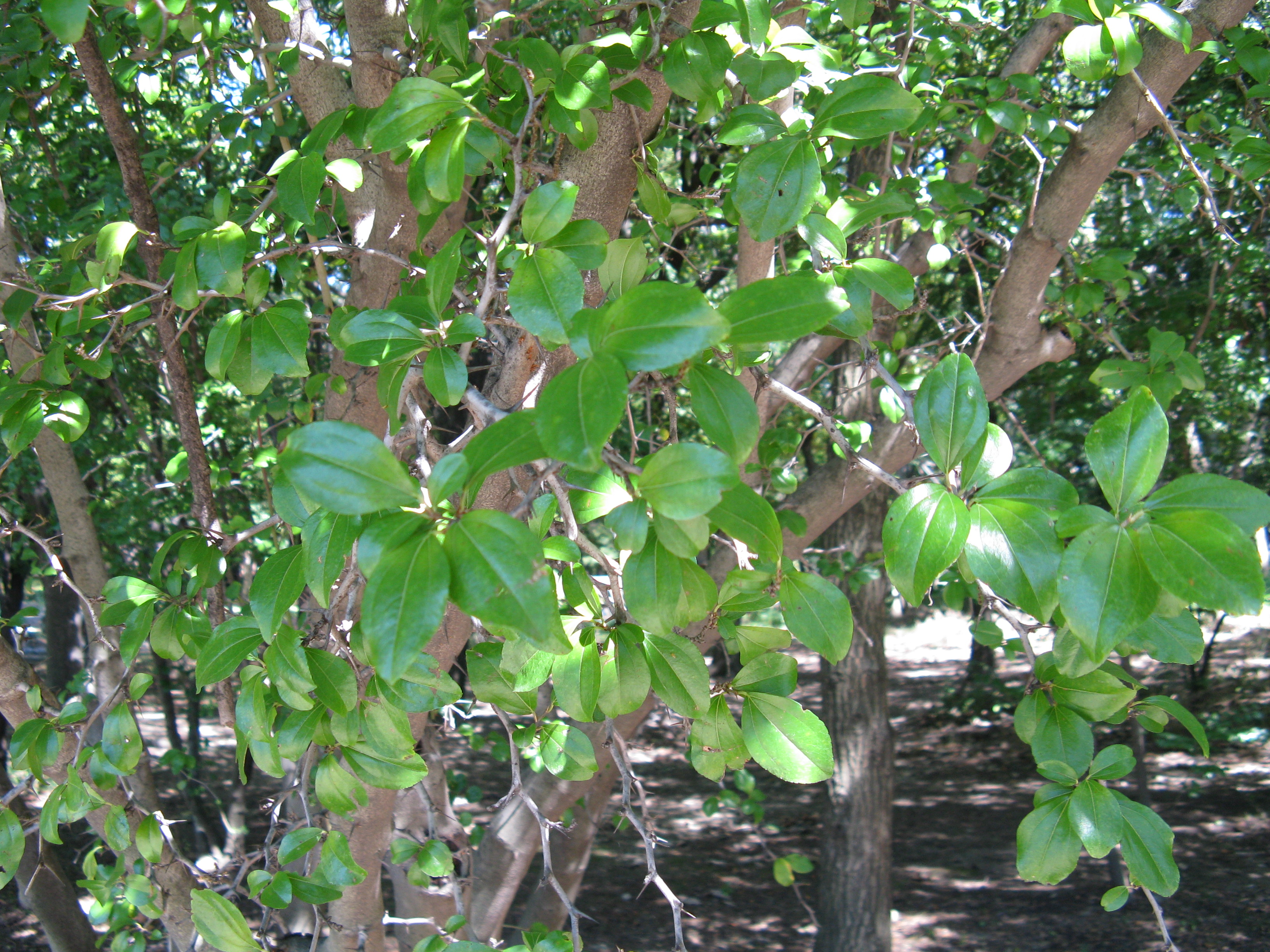
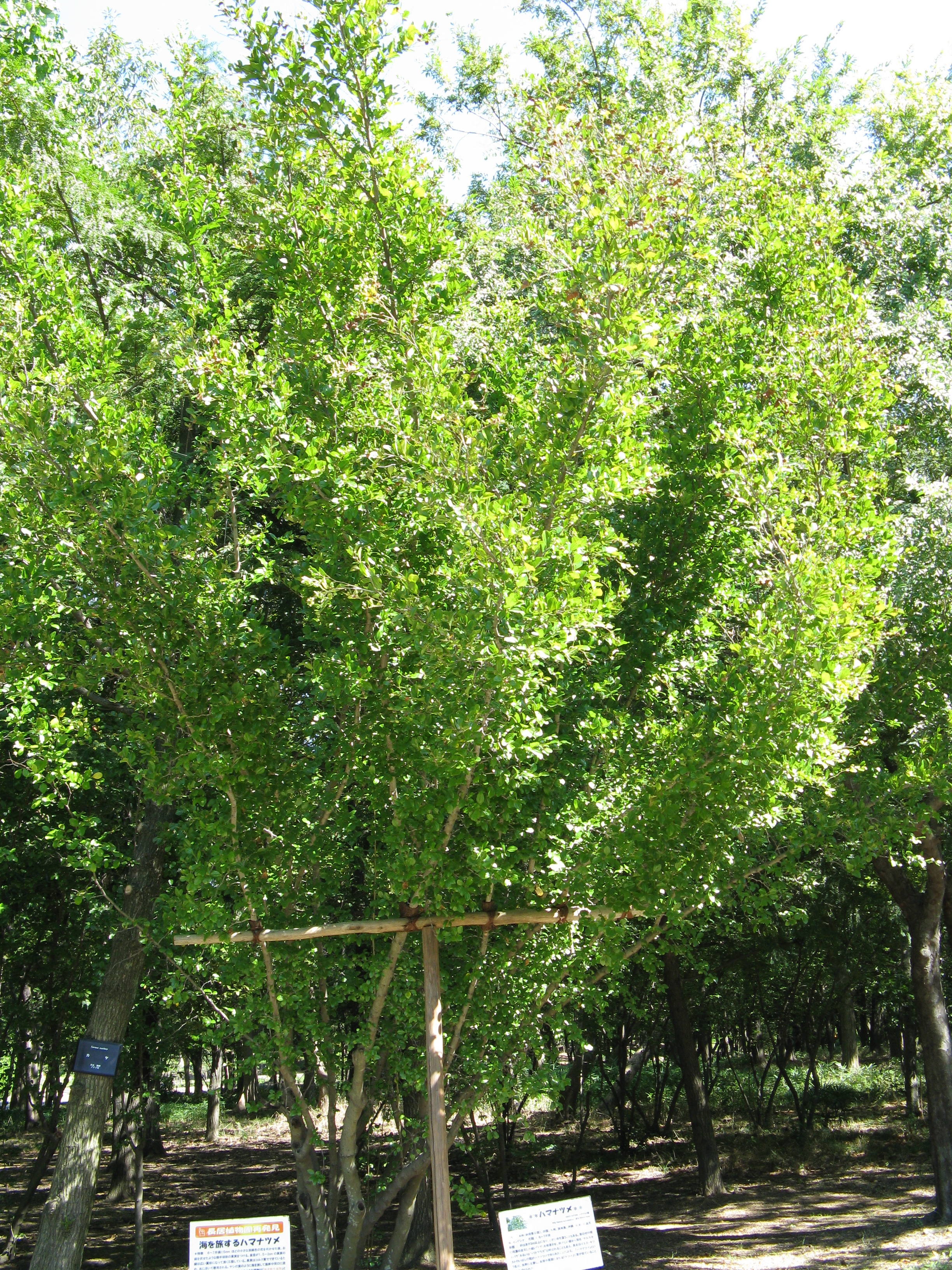